# Close to the Edge
| Recensione     | Giudizio       |
| -------------- | -------------- |
| All Music      |                |
| Ondarock       | Pietra Miliare |
| Piero Scaruffi |                |

Close to the Edge è il quinto album in studio del gruppo di rock progressivo inglese Yes, pubblicato nel 1972; viene considerato uno dei capolavori del gruppo e del genere rock progressivo sinfonico.

## Storia
Le registrazioni terminarono nel giugno del 1972; subito dopo, il batterista Bill Bruford abbandonò la band per unirsi ai King Crimson; l'abbandono di Bruford fu motivato, oltre che dall'offerta di unirsi ai King Crimson, dalla sua convinzione che dopo Close to the Edge gli Yes non avrebbero potuto che ripetersi o peggiorare.
Fu il primo album del gruppo a contenere un brano così lungo da occupare un intero lato del vinile; questa formula si ripropose anche nei successivi Tales from Topographic Oceans e Relayer.

## Brani
I testi sono già influenzati dai temi mistici e religiosi introdotti dal cantante Jon Anderson, temi che in seguito sarebbero diventati centrali nel concept album Topographic Oceans. Secondo il sito ufficiale degli Yes, la title track dell'album sarebbe ispirata dal romanzo Siddharta di Hermann Hesse e descriverebbe il "risveglio" spirituale del protagonista del romanzo "accanto al bordo" di un fiume (che rappresenta simbolicamente le vite del suo spirito). In questa come in altre opere dell'epoca, tuttavia, i testi di Anderson sono quasi impenetrabili, per cui è difficile ricostruire un nesso chiaro fra il testo della canzone e la storia del romanzo di Hesse. Altri hanno pensato che il testo fosse ispirato, almeno in parte, ai libri di Carlos Castaneda.

## Copertina
Come per il precedente Fragile, anche questo album ebbe la copertina realizzata da Roger Dean: sulla cover, di colore verde che sfuma progressivamente in nero, c'è il titolo del disco e (per la prima volta) il logo del gruppo; all'interno della confezione, nel libretto (per l'edizione in CD) e nelle due facciate di cartone (per quella originale in vinile), compare un dipinto di una grande cascata d'acqua.

## Accoglienza
Nel giugno del 2015 la rivista Rolling Stone ha collocato l'album alla quinta posizione dei 50 migliori album progressive di tutti i tempi.

## Tracce
Lato A
1. Close to the Edge – 18:43 (Anderson, Howe)

Lato B
1. And You and I – 10:09 (Anderson, Bruford, Howe, Squire)
2. Siberian Khatru – 8:55 (Anderson, Howe, Wakeman)

Durata totale: 19:04
Ognuno di questi brani è stato riproposto più volte nella discografia degli Yes in versioni alternative:
- Close to the Edge
  - Yessongs. Versione live con la batteria di Alan White
  - An Evening of Yes Music Plus. Versione live di Anderson Bruford Wakeman Howe
  - Keys to Ascension 2. Versione live con la batteria di Alan White
  - Symphonic Music of Yes. Versione strumentale suonata da un'orchestra sinfonica
- And You And I
  - Yessongs. Versione live con la batteria di Alan White
  - An Evening of Yes Music Plus. Versione live di Anderson Bruford Wakeman Howe
  - Yesyears. Versione live degli "Yeswest" (Trevor Rabin alla chitarra, Tony Kaye alle tastiere, Alan White alla batteria e arrangiamento di armonica a bocca di Chris Squire
  - Keys to Ascension 2. Versione live con la batteria di Alan White e armonica a bocca di Squire
  - House of Yes. Versione live con Alan White alla batteria e Igor Koroshev alle tastiere, armonica a bocca di Squire
  - Live at Montreux 2003. Versione live con la batteria di Alan White
- Siberian Khatru
  - Yessongs. Versione live con introduzione tratta dall'Uccello di Fuoco di Igor' Fëdorovič Stravinskij e batteria di Alan White
  - Keys to Ascension. Versione live con batteria di Alan White
  - Live at Montreux 2003. Versione live con la batteria di Alan White

## Formazione
- Jon Anderson - voce
- Chris Squire - basso, seconde voci
- Steve Howe - chitarra, sitar, seconde voci
- Bill Bruford - batteria
- Rick Wakeman - tastiere